# Сулукольський сільський округ (Байтерецький район)
Сулуко́льський сільський округ (каз. Сұлу көл ауылдық округі, рос. Сулукольский сельский округ) — адміністративна одиниця у складі Байтерецького району Західноказахстанської області Казахстану. Адміністративний центр та єдиний населений пункт — село Сулу-Коль.
Населення — 448 осіб (2021; 527 у 2009, 634 у 1999, 745 у 1989).
Станом на 1989 рік існувала Чоботаревська сільська рада (села Красноармійське, Спартак, Хамино, Часниково, Чоботарево) колишнього Приурального району. Пізніше село Часниково утворило окремий Часниковський сільський округ. 2010 року він перейменований в сучасну назву.